# Al Jazeera English
Al Jazeera English ist ein internationaler englischsprachiger Fernseh-Nachrichtensender, der im Jahr 2006 den Sendebetrieb aufnahm. Wie der arabischsprachige Schwestersender Al Jazeera hat er seinen Hauptsitz in Doha in Katar, mit Nebensitzen in London, Washington, D.C. und Kuala Lumpur.

## Programm
Es werden 24 Stunden vorwiegend Nachrichten und Beiträge über das Zeitgeschehen gesendet. Der Fokus ist dabei speziell auf Geschehnisse in Ländern des globalen Südens gerichtet, vorrangig aus arabischen Staaten und dem Nahen Osten. Der Sender versteht sich als Ergänzung oder Alternative zu internationalen News-Sendern, die vorwiegend aus dem globalen Norden berichten. In den vergangenen Jahren konnte Al Jazeera mehrere teils bekannte Moderatoren und Journalisten von anderen Sendern wie CNN, BBC und ABC abwerben und Größen wie David Frost verpflichten. Auch der ehemalige Pressesprecher der US-Streitkräfte im Irakkrieg 2003, Josh Rushing, ist seit 2005 Teil des Teams. Neben englischsprachigen Moderatoren sind ebenso viele internationale Reporter im Dienst, welche auch oft in den berichteten Ländern ansässig sind. Oft werden Beiträge und Reportagen des Senders von westlichen Medien zitiert und als Informationsquelle genannt. Al Jazeera wurde von verschiedenen Stellen große Bedeutung bei den Protesten in der Arabischen Welt seit 2010 zugesprochen und wurde 2012 mit einem Peabody Award für seine Berichterstattung über den Arabischen Frühling ausgezeichnet. Hillary Clinton sagte in dem Zusammenhang, ihr käme es so vor, dass Al Jazeera rund um die Uhr richtige Nachrichten sende anstatt nur Millionen Werbespots.

## Empfang

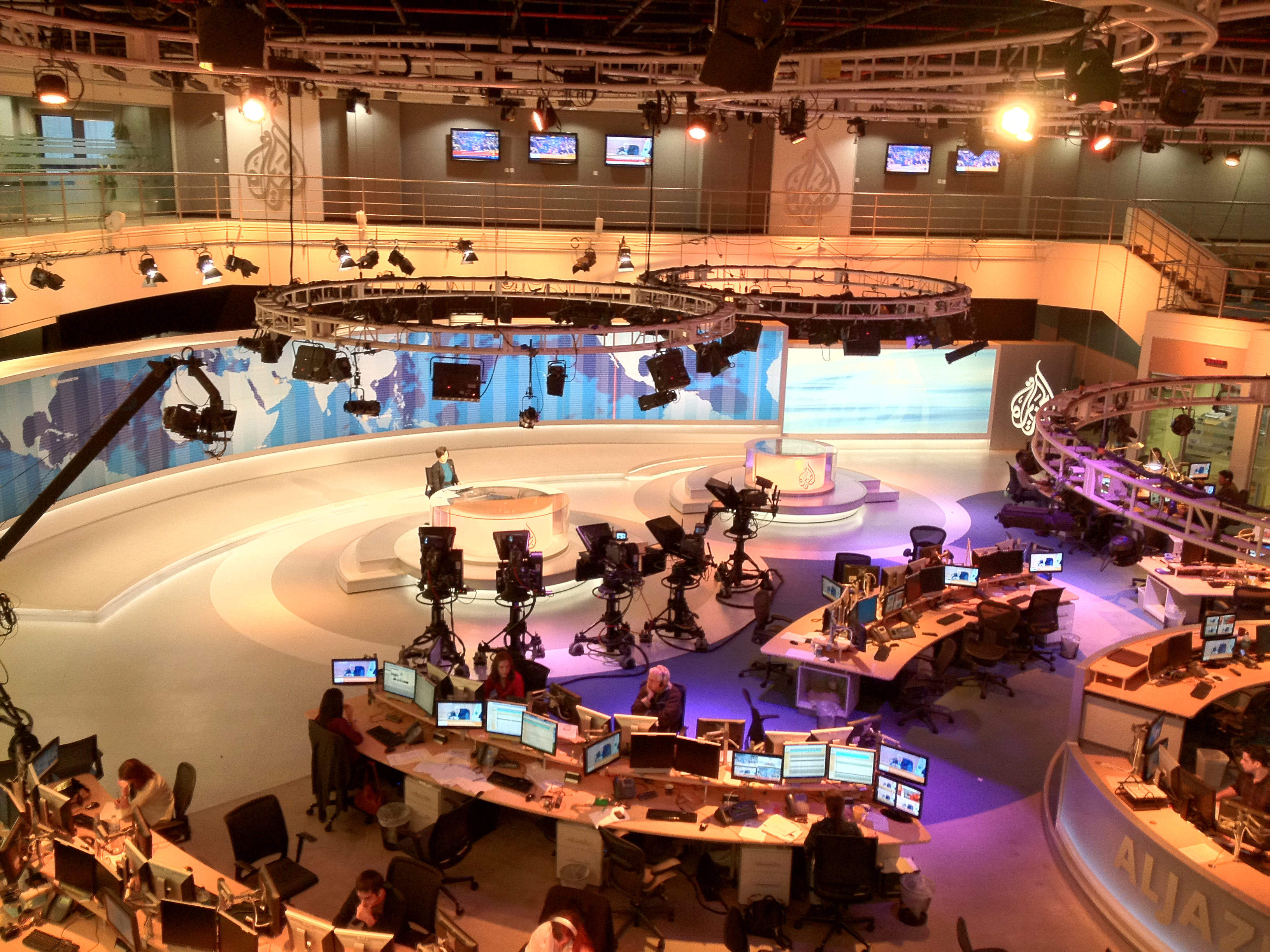
Newsroom von Al Jazeera English

In Mitteleuropa ist Al Jazeera English am einfachsten über folgende Satelliten zu empfangen:
- Astra auf 19.2° Ost
11509 MHz, vertikal, Symbolrate: 22000 Msym/s, FEC: 5/6
- Astra auf 19.2° Ost (HD)
11229 MHz, vertikal, Symbolrate: 22000 Msym/s, FEC: 2/3
- Astra/Eurobird 1 auf 28.2° Ost
11681 MHz, vertikal, Symbolrate: 27500 Msym/s, FEC: 2/3
- Hotbird auf 13.0° Ost
11034 MHz, vertikal, Symbolrate: 27500 Msym/s, FEC: 3/4
- Hotbird auf 13.0° Ost (HD)
11137 MHz, vertikal, Symbolrate: 27500 Msym/s, FEC: 3/4

Auf 28,2° Ost wird anders als auf den anderen Positionen ein funktionsfähiger EPG ausgestrahlt, allerdings wie auf der Position üblich nur mit der aktuellen und nächsten Sendung im üblichen DVB-EPG-Standard. Weitere Informationen sind nicht mit handelsüblichen Empfängern, sondern nur mittels OpenTV zu empfangen.
Im Kabelnetz von Vodafone Kabel Deutschland befindet sich der Sender auf Kanal S37, 434 MHz, Symbolrate: 6900 Msym/s, Modulation 256QAM. Im Netz der Unitymedia ist der Sender nur in modernisierten Netzen auf K29 zu finden.
Es ist ein Livestream verfügbar. Al Jazeera English ist zudem auf dem YouTube-Kanal von Al Jazeera English zu empfangen. Außerdem kann man den Sender in Österreich auch über den Mobilfunkanbieter Hutchison Drei Austria kostenlos live sehen. Der Sender veröffentlicht seine Sendungen und Kurznachrichten auch auf YouTube, wo sie kostenlos anzusehen sind.